# Струк Василь Михайлович
Василь Михайлович Струк (11 січня 1940, с. Копачинці, Чернелицький район, Станіславська (нині Івано-Франківська) обл.) — 23 травня 2021) — краєзнавець, письменник.

## Біографія
Народився у бідній селянській сім'ї, яка складалася з восьми осіб.
1957 року закінчив Чернелицьку середню школу, працював обліковцем в контору місцевого колгоспу ім. Калініна.
У 1960 році закінчив Снятинський культосвітній технікум, після чого був направлений на роботу у Вінницьку область, призначений на посаду директора будинку культури в селі Лозова Шаргородського району.
1960 року одружився зі своєю однокурсницею Надією Журжою, з якою народили та виховали двох дітей – Оксану та Олександра.
1961 році молоде подружжя переїхало в с. Андріївка, де разом працювали в будинку культури.
1970 року заочно закінчив природничий факультет Черкаського педагогічного інституту.
1966 року В. М. Струка направлено на роботу  в Хоменківську середню школу Шаргородського району на посаду вчителя біології.
1974 року Василя Михайловича призначено на посаду директора Хоменківської середньої школи. На цій посаді він пропрацював тридцять років. За подвижнецьку педагогічну працю удостоєний почесного звання «Відмінник народної освіти».
2005—2014 рр.  працював бібліотекарем у шкільній бібліотеці.
Помер 23 травня 2021 року.

## Творчий доробок
У співавторстві видав книгу історичних нарисів «Хоменки» (1998); «Краяни» (2009) — приурочена 515-й річниці писемної згадки про рідні Копачинці; «Погляд в минуле» (2010) — книга нарисів та віршованих творів; посібник з фітотерапії «Допоможи собі сам» (2011); «Село над Мурафою-рікою» (2016) — продовження і доповнення книги історичних нарисів «Хоменки». Безліч віршів на патріотичну тематику та ліричного спрямування.
На громадських засадах працював редактором колгоспної багатотиражки та майже десять років керував літературною студією «Сонячні кларнети» при редакції районної газети «Комунар». Автор ряду статей на педагогічну та краєзнавчу тематику.
Писав Василь Михайлович до останнього подиху, за декілька годин до того, як перестало битися його серце, він написав такі рядки: «Минули весни буйним цвітом. Минула молодість в труді. Як хочеться жити на цім світі, Хоч вже й морщини на чолі…»  